# 耶西卡·兰斯特伦
耶西卡·兰斯特伦（瑞典語：Jessica Landström，1984年12月12日—），瑞典女子足球运动员。她曾代表瑞典参加2011年国际足联女子世界杯，获得季军。她也曾参加2008年夏季奥林匹克运动会，获得第六名。